# Hit de verão

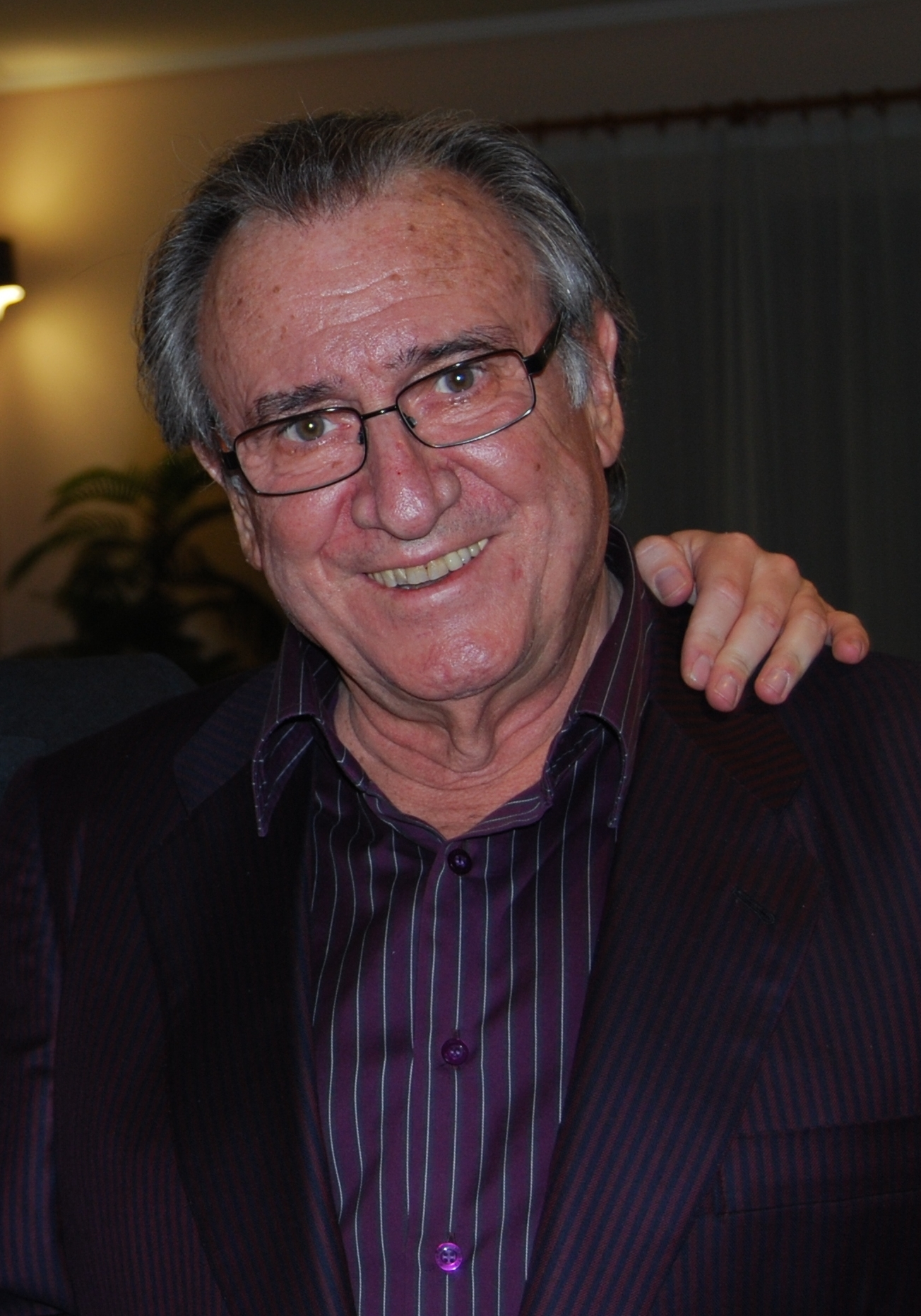
O cantor Manolo Escobar.

Na indústria do entretenimento, um hit de verão é uma música lançada que alcança bastante sucesso durante o verão. Em alguns anos, uma única música pop faz muito sucesso durante o verão, que se torna o maior hit de verão em muitos países. Muitos dos maiores sucessos de verão surgem de fora da música pop britânica e americana.
Algo semelhante ao hit de verão na França é o tube de l'été (tubo de verão), uma expressão que surgiu na década de 1960 e foi usada mais comercialmente no final da década de 1990.

## Exemplos

### Nos E.U.A
- 1958: "Nel Blu Dipinto Di Blu (Volare)" - Domenico Modugno[1]
- 2019: "Old Town Road", de Lil Nas X e Billy Ray Cyrus; "Señorita", de Shawn Mendes e Camila Cabello[2][3]

### No mundo too
- 1989: "Lambada", de Kaoma[4]
- 2009: "Dança do Créu", de MC Créu
- 2017: "O Grave Bater", de Kevinho
- 2019: "Con Altura", de Rosalía, J Balvin e El Guincho (países hispânicos)[5]